# (74167) 1998 RF2
1998 أر أف 2 (ويعرف أيضًا باسم (74167) 1998 أر أف 2 وفق تسمية الكوكب الصغير) (بالإنجليزية: 1998 RF2)‏ هو كويكب ضمن حزام الكويكبات؛ وترتيبه 74167 من حيث الاكتشاف.
اكتُشف هذا الجُرم الفلكي بواسطة OCA–DLR Asteroid Survey ‏ في 15 سبتمبر 1998.

## وصلات خارجية
- (74167) 1998 RF2 في قاعدة بيانات مختبر الدفع النفاث لأجرام النظام الشمسي الصغيرة

- الاكتشاف · مخطط المدار ·  العناصر المدارية · المعلمات المادية

- (74167) 1998 RF2 على موقع ويكي سكاي: DSS2, SDSS, GALEX, IRAS, Hydrogen α, X-Ray, Astrophoto, Sky Map, Articles and images